# Scott Zwizanski
Scott Zwizanski, né le 29 mai 1977 à West Chester en Pennsylvanie, est un coureur cycliste américain. Il a notamment remporté le Tour d'Uruguay et le Tour de Beauce en 2009.

## Palmarès
- 2003
  - Tour of Christiana :
    - Classement général
    - 2e étape
- 2004
  - 2e de la Tobago Cycling Classic
- 2005
  - Tour de Medford New Jersey
- 2007
  - 5e étape du Tour de Southland
- 2008
  - Wilmington Grand Prix
- 2009
  - 2e étape de La Primavera at Lago Vista
  - Tour d'Uruguay :
    - Classement général
    - 7e étape (contre-la-montre)

  - Tour de Beauce :
    - Classement général
    - 4ea étape (contre-la-montre)

  - 3e de l'US Air Force Cycling Classic
  - 3e du championnat des États-Unis du contre-la-montre
- 2010
  - Tour de Grove
  - 1re étape du Nature Valley Grand Prix (contre-la-montre)
  - 2e du Nature Valley Grand Prix
- 2013
  - Tour de Millersburg :
    - Classement général
    - 2e et 3e étapes
- 2014
  - Tour of the Battenkill
- 2015
  - Chico Stage Race :
    - Classement général
    - 4e étape

## Classements mondiaux
| Année            | 2007 | 2008 | 2009 | 2010 | 2011  | 2012 | 2013  | 2014 |
| ---------------- | ---- | ---- | ---- | ---- | ----- | ---- | ----- | ---- |
| UCI America Tour | 165e |      | 6e   | 308e | 274e  | 197e | 345e  | 397e |
| UCI Europe Tour  |      |      |      |      | 1128e | 939e | 1034e |      |
| UCI Oceania Tour |      | 26e  |      |      |       |      |       |      |